# Ha-On
ha-On (hebrejsky הָאוֹן, doslova Síla, anglicky HaOn) je vesnice typu mošav v Izraeli, v Severním distriktu, v Oblastní radě Emek ha-Jarden.

## Geografie
Leží v Galileji v nadmořské výšce 159 metrů pod mořskou hladinou, na jihovýchodním břehu Galilejského jezera a na úpatí jižní části Golanských výšin, v oblasti s intenzivním zemědělstvím.
Vesnice se nachází cca 10 kilometrů jihovýchodně od města Tiberias, cca 107 kilometrů severovýchodně od centra Tel Avivu a cca 60 kilometrů jihovýchodně od centra Haify. Ha-On obývají Židé, přičemž osídlení v tomto regionu je ryze židovské.
Ha-On je na dopravní síť napojen pomocí dálnice číslo 92, která sleduje východní břeh Galilejského jezera.

## Dějiny
Až do roku 1948 se na místě nynějšího mošavu rozkládala arabská vesnice al-Samra, umístěná přímo u břehu Galilejského jezera. Roku 1931 měla 237 obyvatel a 50 domů, roku 1945 290 obyvatel. Šlo o muslimskou obec, stála zde jedna mešita. V dubnu 1948, během počátečního stádia První arabsko-izraelské války ale byla obec dobyta židovskými silami a obyvatelé prchli. Zástavba pak byla postupně demolována a vyrostl zde turistický komplex patřící k vesnici ha-On.
Nynější vesnice ha-On byla založena v roce 1949. Původně šlo o zemědělskou kolektivní osadu typu kibuc, kterou založily polovojenské osadnické oddíly Nachal. Prvními obyvateli byla skupina židovských přistěhovalců z Polska a Maďarsko, doplněná o členy židovského mládežnického hnutí Ha-Noar ha-Oved ve-ha-Lomed z Turecka a Izraele. Zpočátku ale vesnice čelila těžké sociální a ekonomické situaci a mnoho členů odešlo.
Až do roku 1967 se kibuc nacházel v pohraniční zóně na dotyku izraelských a syrských pozic tak, jak to určily dohody o příměří uzavřené po válce za nezávislost roku 1949.
Ekonomika obce je založena na zemědělství a turistickém ruchu. Od roku 2003 započal kvůli ekonomické ztrátovosti proces proměny dosavadního kibucu na méně kolektivní formu hospodaření (buď mošav nebo společná osada). V roce 2007 bylo pak oficiálně ohlášeno, že vesnice zvolila jako budoucí organizační formu mošav. Cestou k vyřešení ekonomické krize měl být prodej zemědělské půdy patřící k dosavadnímu kibucu do majetku státu.
Plánuje se rozšíření obce o čtvrť soukromých rodinných domů k kapacitou 330 domácností.

## Demografie
Obyvatelstvo mošavu ha-On je sekulární. Podle údajů z roku 2014 tvořili naprostou většinu obyvatel v mošavu ha-On Židé (včetně statistické kategorie "ostatní", která zahrnuje nearabské obyvatele židovského původu ale bez formální příslušnosti k židovskému náboženství).
Jde o menší sídlo vesnického typu s dlouhodobě stagnující populací. K 31. prosinci 2014 zde žilo 179 lidí. Během roku 2014 populace klesla o 1,6 %.
| Rok            | 1961 | 1972 | 1983 | 1995 | 2001 | 2003 | 2004 | 2005 | 2006 | 2007 | 2008 | 2009 | 2010 | 2011 | 2012 | 2013 | 2014 |
| -------------- | ---- | ---- | ---- | ---- | ---- | ---- | ---- | ---- | ---- | ---- | ---- | ---- | ---- | ---- | ---- | ---- | ---- |
| Počet obyvatel | 68   | 156  | 168  | 217  | 185  | 176  | 170  | 168  | 175  | 168  | 156  | 189  | 185  | 190  | 184  | 182  | 179  |